# Jiří Vykoukal (historik umění)
Jiří Vykoukal (* 27. července 1937, Praha) je historik umění, kurátor a vysokoškolský pedagog, v letech 1991-2010 ředitel Galerie výtvarného umění v Chebu. V letech 1991-2001 byl předsedou Rady galerií České republiky.

## Život
Jiří Vykoukal v letech 1961-1964 studoval dějiny umění na Filozofické fakultě Univerzity Jana Evangelisty Purkyně v Brně (prof. Albert Kutal, Václav Richter, I. Krsek). Studia dokončil roku 1967 na Filozofické fakultě Univerzity Karlovy v Praze (prof. Jan Květ, Jaroslav Pešina, Jiří Kropáček, Petr Wittlich) obhajobou diplomové práce Václav Tikal - malířské dílo. Roku 1984 získal titul PhDr.
Během studia byl zaměstnán jako samostatný odborný pracovník ve Slováckém muzeu (1961-1963) a po přechodu do Prahy pracoval jako jevištní technik v Divadle Na zábradlí (1963-1965) a jako administrativní pracovník ve Svazu československých výtvarných umělců (1965-1966). V letech 1966-1968 byl zaměstnán v Národní galerii v Praze a poté do roku 1970 v Galerii výtvarného umění v Chebu. Na počátku normalizace byl propuštěn a do roku 1981 byl vedoucím odboru evidence a dokumentace v Krajském středisku státní památkové péče a ochrany přírody v Plzni. Poté v letech 1981-1983 pracoval jako dělník Okresní správy silnic v Chebu a v letech 1984-1987 byl samostatným odborným pracovníkem Okresního muzea v Tachově.
Roku 1987 se vrátil na místo odborného pracovníka do Galerie výtvarného umění v Chebu a po pádu komunismu byl jmenován ředitelem. Zároveň v letech 1991-2001 zastával funkci předsedy Rady státních galerií České republiky, v letech 1997-2000 byl členem českého výboru ICOM a od roku 1998 členem nákupní komise chebského muzea. V Galerii výtvarného umění v Chebu působil do roku 2010.
V letech 1992-1994 pracoval jako externí odborný asistent na Pedagogické fakultě Západočeské univerzity v Plzni, kde vyučoval dějiny českého a evropského umění 19. a 20. století.

## Dílo
Roku 1969 se podílel na sborníku 50 let československého malířství 1918 - 1968, který vydala Národní galerie v Praze. Po jeho návratu do Galerie výtvarného umění v Chebu a jmenování do funkce ředitele (1991), došlo k zásadní změně v akviziční politice. Jiří Vykoukal se výrazně orientoval především na surrealismus a imaginativní tvorbu a do sbírek získal významná díla od Toyen, Jaroslava Hovadíka, Josefa Istlera, Mikuláše Medka, Čestmíra Janoška či Roberta Piesena.
Kromě doplňování kmenové kolekce sbírky obrazů a kreseb českého umění 20. století o díla autorů v galerijních fondech dosud nezastoupených, nebo jejichž zastoupení bylo nedostačující, se mu podařilo sbírky rozšířit také o významná díla starého umění. Pro sbírku gotického sochařství získal kromě švábské madony z 3. čtvrtiny 15. století také unikátní Pietu z chebského dominikánského kostela sv. Václava z doby kolem roku 1350, která je považována za dílo evropského významu. Do souboru malby 17. a 18. století nově získal díla Jana Vojtěcha Angermayera, Petra Brandla, Johanna Michaela Bretschneidera, Pietera de Putter nebo Cornelise de Wael.
V 90. letech galerie začala spolupracovat na projektech mezinárodního kulturního festivalu Uprostřed Evropy – Mitte Europa. Roku 1993 se v Chebu uskutečnila výstava Výtvarné umění po obou stranách česko-německé hranice / Bildende Kunst zu beiden Seiten der tschechisch-deutschen Grenze (s I. Thomaschke).
Chebská galerie se za působení Jiřího Vykoukala věnovala spolupráci s německými kurátory a výstavám česko-německých výtvarníků a českých výtvarníků, kteří po srpnu 1968 emigrovali do Německa: Čestmír Janošek: Praha - Kolín (1995), Informel a skupina Cobra ze sbírek bochumského muzea (1998), August Brömse a skupina Poutníci / und die Gruppe Pilger (2001), Maxim Kopf 1892-1858 (2002), Josef Hegenbarth 1884-1962 (2003), Eva Janošková: Kresby a grafika 1954-2004 (2005), Emil Schumacher (1912 - 1999): Stále znovu maluji svůj obraz ... / Immer wieder male ich mein Bild ... (2006), Eugen von Kahler: Et in Arcadia Ego (2006), Eugen von Kahler a skupina Der Blaue Reiter (2006), Johann Heinrich Vogeler (1872 - 1942): Grafická tvorba z let 1890-1910 (2006), Na papíře: Max Beckmann - Otto Dix - Karl Hubbuch (2007), aj.
Roku 2002 se díky zápůjčce 150 grafických listů ze sbírky dr. Gerarda Loobuycka z Ostende v Chebu uskutečnila první výstava Jamese Ensora (James Ensor: Vizionář moderny)